# Anders Ekberg
Anders Ekberg, född 1939 i Stockholm, är en svensk före detta sjökapten och sedermera författare av romaner och noveller.